# Donawitz
Donawitz ist ein Stadtteil sowie eine Ortschaft und Katastralgemeinde der Stadtgemeinde Leoben in der Obersteiermark, im Bezirk Leoben der Steiermark.
Bekannt ist die ehemalige Gemeinde insbesondere durch den Standort des Hüttenwerks Donawitz.

## Geographie
Donawitz liegt knapp zwei Kilometer westlich des Leobener Stadtkerns am Eingang des Tals des Vordernberger Bachs. Dieser mündet – vom Präbichl im Norden kommend – hier von links in die Mur, welche in den Mäandern des Leobener Beckens nordwärts eine Schleife macht, sodass das Tal bei Donawitz fast in Ost-West-Richtung verläuft. Der Ort liegt auf Höhen um 620 m ü. A.
Die Ortschaft umfasst über 600 Gebäude mit etwa 4200 Einwohnern, davon etwa zwei Drittel  direkt im Ort. In diesem liegt auch das Stahlwerk und die Kerpelykolonie.
Zum Ortschaftsgebiet gehören auch die Rotte Neuwerk gleich taleinwärts, die Häusergruppe Im Tal, das ist die Nebentalung des Talbachs, und Teile der zerstreuten Häuser Auf der Niederung oberhalb des Talbachs am Höhenrücken Schillerhöhe–Galgenberg, dem Riedl zwischen Vordernberger Bach und Murtal im Süden. Die Katastralgemeinde umfasst ebenfalls dieses Gebiet und läuft nördlich des Orts mit einem kleinen Fortsatz bis zum Gipfel des Bärnerkogels (1044 m ü. A.), einem der Hausberge Leobens.
Nachbarortschaften, -katastralgemeinden und -orte:
| Sankt Peter-Freienstein (O. u. KG, Gem.) Neuwerk    | Tollinggraben (O. u. KG, Gem. St. Peter-Freienstein) | Neudorf                 |
| Traidersberg (O. u. KG, Gem. St. Peter-Freienstein) | Kompassrose, die auf Nachbargemeinden zeigt          | Leoben (O.) Waasen (KG) |
| Im Tal Jassing (O. u. KG, Gem. St. Michael i.O.)    | Auf der Niederung                                    | Leitendorf (O. u. KG)   |

## Geschichte
Die 1149 als Tunuize erstmals erwähnte Ortschaft war schon zur Römerzeit besiedelt. Der Name geht auf urslawisch *Tonevica (Ort am Tümpel/Sumpf) zurück. Eine Grabkapelle aus dem 3. Jahrhundert ist im Grazer Landesmuseum Joanneum aufbewahrt. Seit dem Mittelalter ist der Ort durch die Eisenindustrie geprägt. Schon 1314 wird der Ort als bedeutender Handelsplatz für Eisen genannt, das in zahlreichen Hüttenwerken – Radwerke genannt – im Vordernbergertal aus dem Erz des Steirischen Erzbergs gewonnen wurde. 1436 ist ein Eisenhammer hier erwähnt. Der Aufschwung beginnt mit der Gründung der Franzenshütte 1837 durch Franz Mayr,
und dem Anschluss an die Eisenbahn mittels der Verbindungsbahn zwischen Südbahn und Kronprinz-Rudolfs-Bahn 1868. 1881 wurde die Österreichisch-Alpine Montangesellschaft (OAMG) begründet, zu der ab dann auch die Hütte Donawitz gehörte – aus dieser entstand mit anderen Werken die VOEST.
Im Jahre 1938, als nach dem sogenannten Anschluss allerorten in Österreich Großgemeinden gebildet wurden, kam auch die Gemeinde Donawitz zu Leoben.
Weltberühmt wurde der Ort durch das Linz-Donawitz-Verfahren zur Stahlproduktion ab den 1950er Jahren, heute werden zwei Drittel der Weltrohstahlproduktion nach dieser Methode produziert.
Nach der Krise der österreichischen und insbesondere der obersteirischen Stahlindustrie in den 1970er/80er-Jahren und der Umstellung auf Spezialstähle und -produkte ist Donawitz wieder ein florierender Standort. Das Stahl-, Schienen- und Drahtwerk Donawitz, das heute zur Metal Engineering Division des Voestalpine-Konzerns gehört, ist der größte Hersteller von Eisenbahnschienen in Europa.

## Persönlichkeiten
- Emmerich Frömel (1897–1960), Amtsleiter der Arbeiterkammer, Politiker und Abgeordneter zum Nationalrat
- Anton Hirschmann (1953–2019), Fußballspieler und -funktionär, sowie langjähriger Citymanager der Stadt Leoben und Tourismusmanager
- Johann Kirner (1923–2016), Landesbediensteter und Politiker (SPÖ)
- Anton Linhart (1942–2013), Fußball- und American-Football-Spieler
- Alois Pisnik (1911–2004), Elektroingenieur und Politiker (SED)
- Leopoldine Pohl (1924–1996), Verkäuferin und Politikerin, Mitglied des Bundesrates
- Harald Rauch (1928–2015), Fußballspieler und -trainer
- Tobias Udier (1911–1985), Manager und Politiker (ÖVP)
- Franz Walcher (1897–1950), Politiker (SPÖ), Journalist

## Nachweise
1. ↑  Stadtgemeinde Leoben (Hrsg.): Statistisches Jahrbuch 2011. Kapitel 2. Bevölkerung und Kultuswesen (pdf (Seite nicht mehr abrufbar, festgestellt im April 2018. Suche in Webarchiven), leoben.at)
2. ↑  Fritz Frhr. Lochner von Hüttenbach: Zum Namengut des Frühmittelalters in der Steiermark (= Zeitschrift des Historischen Vereines für Steiermark. Band 99). Böhlau Verlag, Wien 2008, S. 34 (historischerverein-stmk.at [PDF; 16,9 MB]).
3. ↑  Ausführlich bei Georg Goeth: Das Herzogthum Steiermark: geographisch-statistisch-topographisch dargestellt und mit geschichtlichen Erläuterungen versehen. Band 2. Verlag J. G. Heubner, Wien 1841, 19. Bezirk Leoben 2. Steuergemeinde Donawitz, S. 313 f. (Google eBook, vollständige Ansicht).
4. ↑  Roman Sandgruber: LD-Verfahren erobert die Welt. In: Oberösterreichische Nachrichten, 26. März 2008.